# Hobartiidae
Hobartiidae là một họ bọ Cánh cứng trong phân bộ Polyphaga.